# Костянтин Заслонов (фільм)
«Костянтин Заслонов» (рос. «Константин Заслонов») — білоруський радянський художній фільм 1949 року режисерів Володимира Корш-Сабліна та Олександра Файнциммера за п'єсою А. Мовзона.

## Сюжет
Фільм розповідає про боротьбу білоруських партизанів у роки німецько-радянської війни під керівництвом колишнього інженера, легендарного організатора і керівника партизанського руху Костянтина Заслонова (1910-1942).

## У ролях
- Володимир Дружников
- Юрій Толубеев
- Олександр Хвиля
- Гліб Глєбов
- Володимир Дорофєєв
- Володимир Дедюшко
- Володимир Балашов
- Тетяна Баришева
- Інна Кондратьєва
- Лідія Штикало
- Володимир Марьев
- Яків Малютін
- Геннадій Мічурін
- Володимир Соловйов
- Лев Фенін
- Здислав Стомма

## Творча група
- Сценарій: Аркадій Мовзон
- Режисер: Володимир Корш-Саблін, Олександр Файнциммер
- Оператор: Олександр Гінзбург
- Композитор: Анатолій Богатирьов